# Allegheny Cemetery

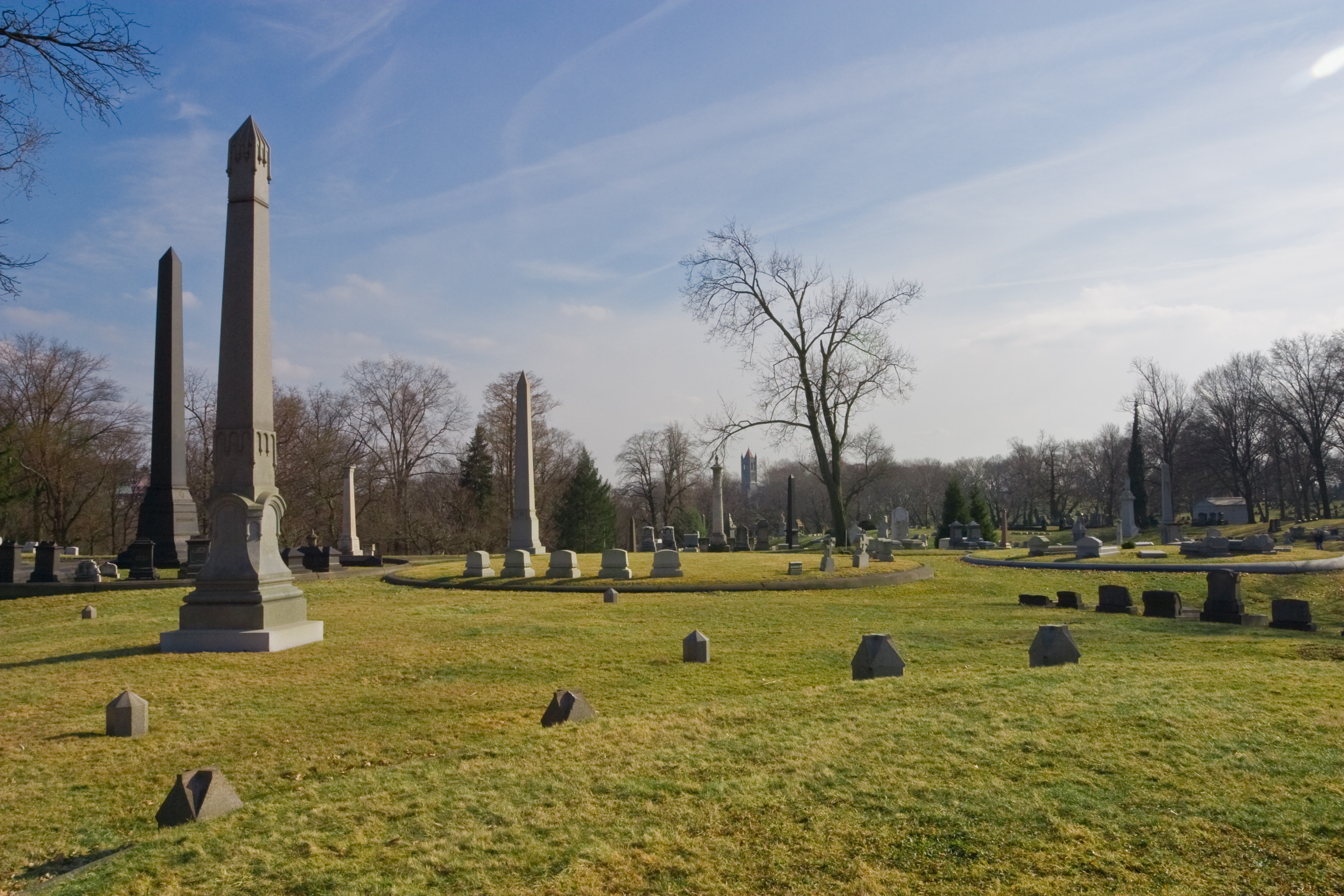
Allegheny Cemetery (2008)

Allegheny Cemetery ist eine der größten und ältesten Begräbnisstätten in Pittsburgh, Pennsylvania, USA.
Es ist ein konfessionsloser, bewaldeter Abhangpark, der sich in der 4734 Butler Street im Stadtteil Lawrenceville befindet und an die Stadtteile Bloomfield, Garfield und Stanton Heights angrenzt. Er befindet sich auf dem Nordhang über dem Allegheny River.

## Geschichte
Der Allegheny Cemetery wurde 1845 eröffnet und ist heute der sechstälteste landläufige Friedhof in Amerika. Seine Größe hat über die Jahre auf 121,44 Hektar zugenommen.
In seiner Gestaltung ist er dem Landschaftsgartenstil des Mount Auburn Cemetery in Cambridge, Massachusetts nachempfunden, der als einer der schönsten Friedhöfe in den Vereinigten Staaten erachtet wird.
Der Allegheny Cemetery beheimatet mehr als 100.000 Gräber. Einige von den ältesten Gräbern gehören Soldaten, die im Franzosen- und Indianerkrieg gekämpft haben und von ihrer ursprünglichen Grabstätte bei der Pittsburgh’s Trinity Cathedral downtown verlegt worden sind. Ferner sind viele Prominente der Stadt Pittsburgh auf diesem Friedhof beerdigt worden.

## Angesehene Beigesetzte

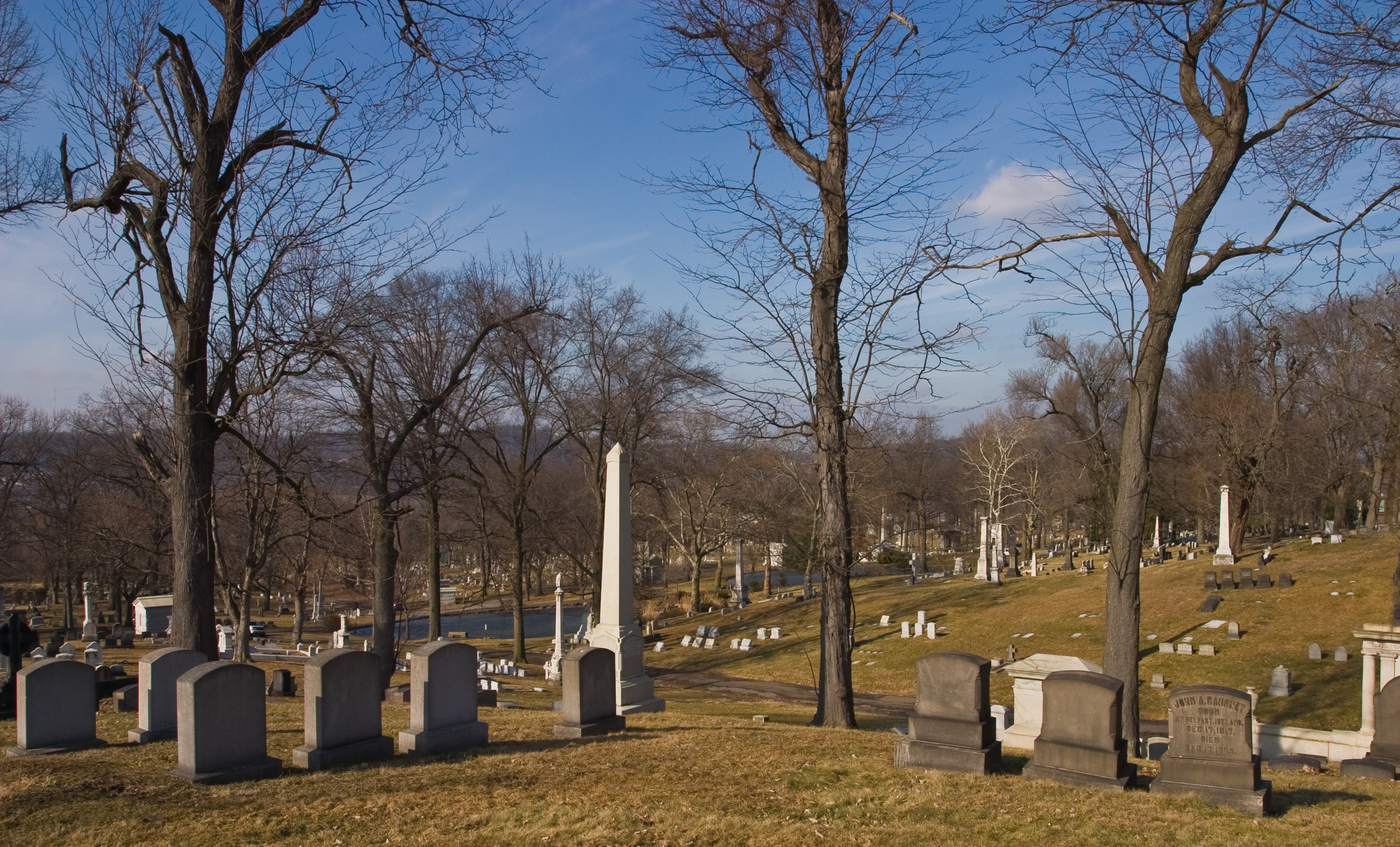
Der Friedhof umfasst viele Hügel, Seen und bewaldete Gebiete.

- General John Neville (1731–1803), amerikanischer Unabhängigkeitskriegsveteran
- Ebenezer Denny (1761–1822), erster Bürgermeister von Pittsburgh, amerikanischer Unabhängigkeitskriegsveteran
- Walter Forward (1786–1852), Finanzminister der Vereinigten Staaten
- Harmar Denny (1794–1852), US-Abgeordneter
- Thomas Williams (1806–1872), Abgeordneter der Konföderierten Staaten von Amerika, Staatsankläger bei der Anklage gegen Präsident Andrew Johnson
- John Baptiste Ford (1811–1903), Industrieller, Gründer von PPG Industries und Ford City, Pennsylvania
- Thomas Mellon (1813–1908), Gründer der Mellon Bank
- Jane Swisshelm (1815–1884), Journalist, Abolitionist und Verfechterin des Frauenrechts
- General Alexander Hays  (1819–1869)
- Stephen Foster (1826–1864), Songwriter
- General James S. Negley (1826–1901), General der Konföderierten Staaten und US-Abgeordneter
- Henry Kirke Porter (1840–1921)
- Eben Byers (1880–1932), vermögender Industrieller und Prominenter, der für seinen grauenhaften Tod aufgrund der Einnahme des radioaktiven verschreibungspflichtigen Arzneimittel Radithor bekannt wurde.
- Andrew W. Mellon (1855–1937), Banker und Finanzminister der Vereinigten Staaten, sowie Mitglied des South Fork Fishing and Hunting Club
- Lillian Russell (1861–1922), Sängerin, Schauspielerin
- Calbraith Perry Rodgers (1879–1912), Luftfahrtpionier
- Gus Greenlee (1893–1952)
- Josh Gibson (1911–1947), Baseballgröße der Negro Leagues
- Stanley Turrentine (1934–2000), Jazz-Musiker
- Louis Semple Clarke (1867–1957), Fahrzeugpionier, Gründer von Autocar und Mitglied des South Fork Fishing and Hunting Club
- James McCord (1822–1894), Millionärseigentümer der ältesten Hattery westlich der Allegheny Mountains und Mitglied des South Fork Fishing and Hunting Club
- Harry Kendall Thaw, (12. Feb. 1871 – 22. Feb. 1947), Mörder des Architekten Stanford White, Ehemann von Evelyn Nesbit
- Benjamin Thaw (14. März 1859 – 9. August 1933), Pittsburgh-Finanzier und Mitglied des South Fork Fishing and Hunting Club
- Calvin Wells (26. Dezember 1827 – 2. August 1909); Industrieller, Finanzier und Mitglied des South Fork Fishing and Hunting Club
- Henry Sellers McKee (5. März 1843 – 10. Juni 1924); Millionär, Glasmanufakturist, Gründer von Jeannette, Pennsylvania und Mitglied des South Fork Fishing and Hunting Club
- John Caldwell, Jr. (1827–1902), George-Westinghouse-Partner und Mitglied des South Fork Fishing and Hunting Club
- James Hay Reed (10. September 1853 – 17. Juni 1927); Gründungspartner von Knox & Reed (heute Reed Smith LLP) und Mitglied des South Fork Fishing and Hunting Club
- William Thaw II (12. August 1893 – 22. April 1934) US-amerikanisches Fliegerass im Ersten Weltkrieg und Kunstflieger
- die unidentifizierten Überreste der 54 Opfer der „Allegheny Arsenal“-Explosion von 1862.